# Unterzeiring
Unterzeiring ist ein Ort im Oberen Murtal in der Steiermark, und gehört als Ortschaft wie auch Katastralgemeinde zur Gemeinde Pöls-Oberkurzheim, sowie zur Gemeinde Pölstal, beide im Bezirk Murtal.

## Geographie

### Ort und Ortschaft Unterzeiring
Der Ort befindet sich im mittleren Pölstal, um 15 Kilometer nordwestlich von Judenburg, etwa 6½ km taleinwärts nordwestlich von Pöls.
Die kleine Rotte Unterzeiring liegt an der Abzweigung des Oberzeiringer Zugtals, am Blahbach kurz vor dessen Mündung in die Pöls, auf 895 m ü. A. Höhe. Sie umfasst 14 Häuser. Der zu Pöls-Oberkurzheim gehörige südliche Teil bildet mit einigen umliegenden Adressen die Ortschaft Unterzeiring mit 16 Einwohnern (Stand 1. Jänner 2024).
Durch den Ort führt die Triebener Straße (B114).
| Möderbrugg (O, Gem. Pölstal) ∗ | Sankt Oswald (O) Propstei (Gem. Pölstal)       |                                      |
| Oberzeiring (O, Gem. Pölstal)  | Kompassrose, die auf Nachbargemeinden zeigt    |                                      |
|                                | Oberwinden Winden (O) (Gem. Pöls-Oberkurzheim) | Katzling (O, Gem. Pöls-Oberkurzheim) |

### Katastralgemeinde Unterzeiring
Die ebenfalls zu Pöls-Oberkurzheim gehörende Katastralgemeinde Unterzeiring ist mit knapp 1500 Hektar weitaus umfassender, sie erstreckt sich im Pölstal talauswärts vom Blahbach, links im Tal von unterhalb der Wildinger Höhe des Gaaler Höhenzugs (Seckauer Tauern) bis auf der anderen Talseite an den Wagnerkogel des Bocksruckmassivs (Wölzer Tauern), und die rechte, westliche Talseite hinaus bis über die Höhenschwelle zum Murtal am Gerschkogel westlich vom Pölshals. Dazu gehören auch die Ortschaften Winden, Katzling, Mauterndorf, Teile von Thaling, und einige Häuser von Greith.
| Oberzeiring (Gem. Pölstal)                         | Möderbrugg (Gem. Pölstal) ∗                 |                                       |
|                                                    | Kompassrose, die auf Nachbargemeinden zeigt | Oberkurzheim (Gem. Pöls-Oberkurzheim) |
| Scheiben Pichlhofen (beide Gem. St. Georgen o. J.) |                                             | Enzersdorf (Gem. Pöls-Oberkurzheim)   |

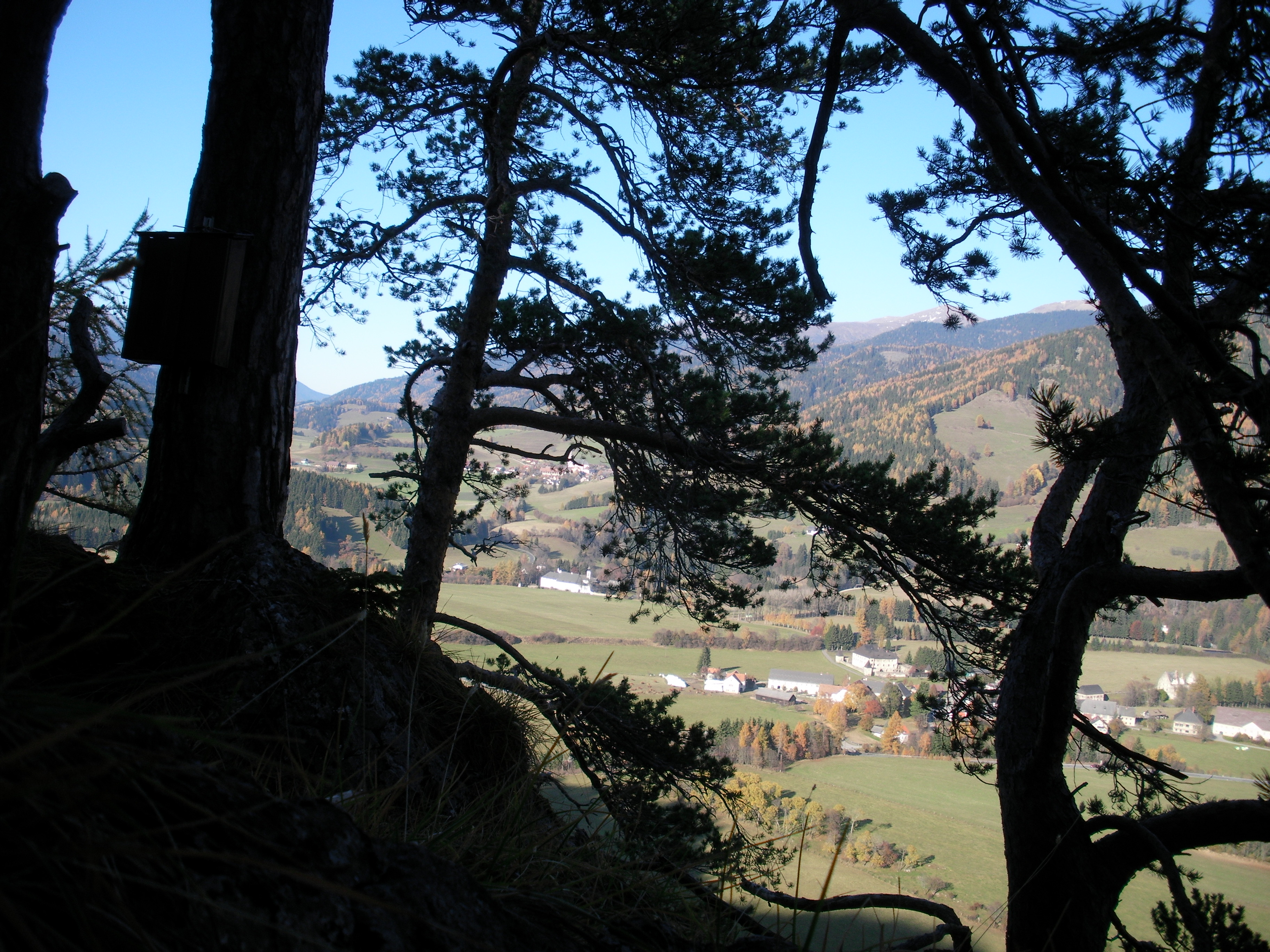
Blick von der Franz-Josef-Höhe (Zeiring) auf Propstei und Schloss Hanfelden

∗ Die KG Möderbrugg, zu der die Pölstaler Ortsteile gehören, zieht sich an die Pöls, die KG St. Oswald grenzt nicht an.

## Geschichte, Infrastruktur und Sehenswürdigkeiten
Die Russenhöhle auf der Franz-Josef-Höhe ist ein Fundplatz aus dem Paläolithikum und der Bronzezeit.
Hier verlief der Saumweg über den Triebener Tauern, der schon vorrömisch bedeutend und dann Teil der Römerstraße Virunum – Ovilava (Zollfeld – Wels) war, und dem wohl älteren kürzeren Weg bei Möderbrugg über den Reiterecksattel in die Strechau. In der Gegend könnte die Poststation (Mansio) Viscellis gelegen haben, die in der Tabula Peutingeriana genannt ist. Auch eine Übereinstimmung mit der im Itinerarium Antonini genannten Monate wurde angedacht. Aufgrund fehlender archäologischer Befunde ist deren Lage aber unbekannt. Ob das Silberbergwerk Oberzeiring, das für die Keltenzeit durch Funde nachweislich ist, zur Römerzeit in Betrieb war, ist ebenfalls unbekannt. Auch ob die „Römerbrücke“, am Eingang des Blahbachtals, tatsächlich aus dieser Zeit stammt, ist ungesichert. Falls sie den Verlauf der Altstraße markiert, lag dieser am rechten (Oberzeiringer) Talrand.
Die Flur Burgstallofen bei der Franz-Josef-Höhe legt eine Altburg nahe.
Die Propstei Zeiring wurde dem Stift Admont 1074 vom Salzburger Erzbischof geschenkt und war bis in das 19. Jahrhundert Verwaltungssitz für die Besitzungen der Benediktiner im Pölstal.
Das Schloss Hanfelden direkt im Ort wurde von den Hann für die Straßenmaut um 1410 erbaut. Hier stieg auch Kaiser Maximilian ab. Später gehörte es unter anderem den Schwarzenberg.
Das Hochgericht im Birkachwald und der Galgen wurden 1574 urkundlich erwähnt. Die Liechtensteiner hatten den Sitz des Landrichters in Unterzeiring. Die hohe Gerichtsbarkeit war das Gericht über Leben und Tod, die nur dem Landesfürsten vorbehalten war. Hier steht auch die Arme-Sünder-Kapelle.
1856 erwarb der Gewerke Franz Xaver Neuper Schloss Hanfelden. Die Familie Neuper, die aus Bad Mitterndorf und dem Ennstal stammt und mit Franz Xaver Neuper nach Unterzeiring kam, hat in den letzten 170 Jahren in Unterzeiring als Fuhrunternehmer, als Eisenbarone mit einem Hammerwerk, als Gewerke, als Kraftwerk-Besitzer und als Großgrundbesitzer den Ort geprägt.
Das E-Werk Neuper wurde 1910 errichtet. Es steht zwar nicht unter Denkmalschutz, ist aber als Schaukraftwerk eingerichtet.
Der Obelisk auf der Franz-Josef-Höhe zu Ehren Franz Josefs I. wurde in der Zeit des Nationalsozialismus zerstört und nicht wieder erstellt. 

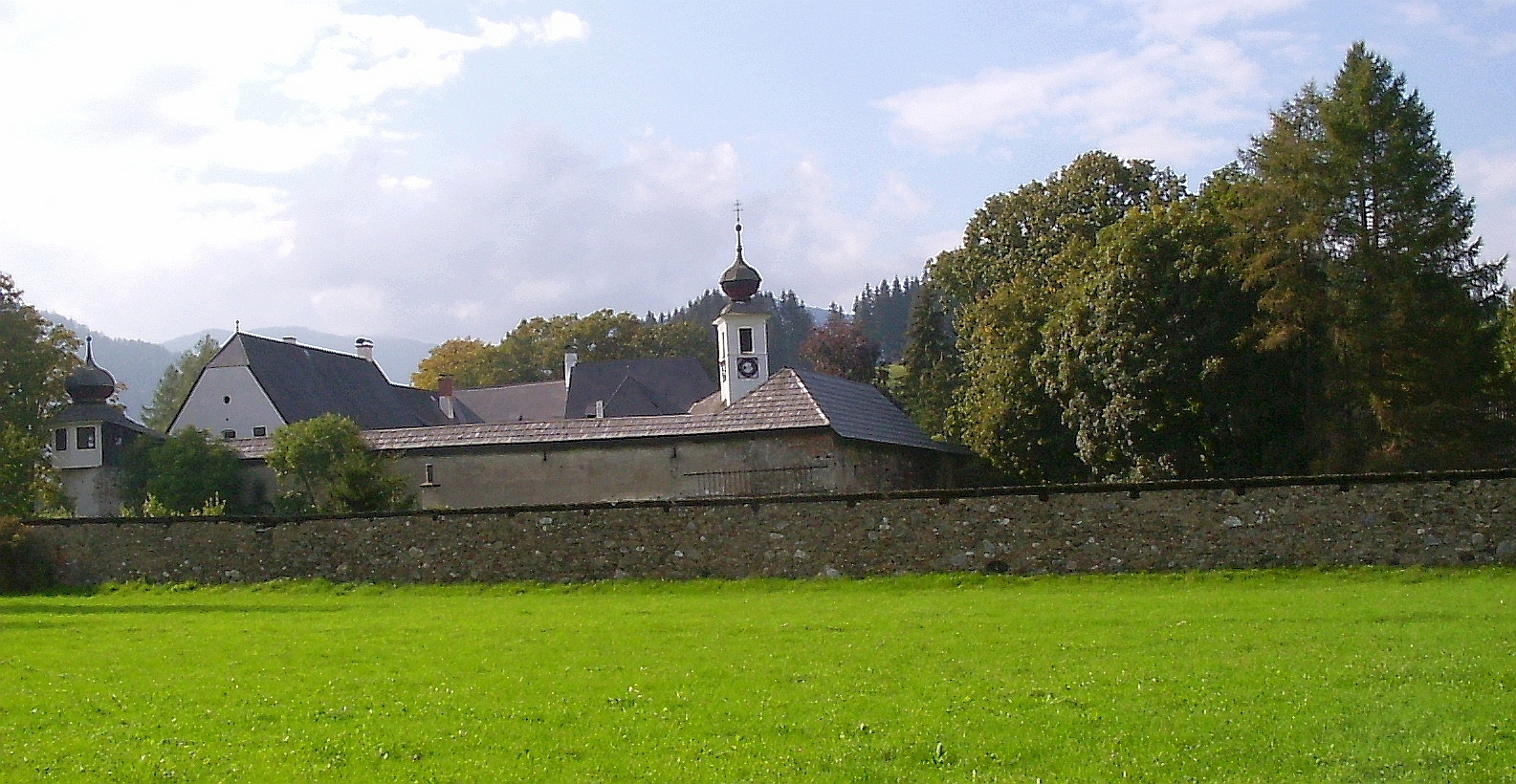
Propstei
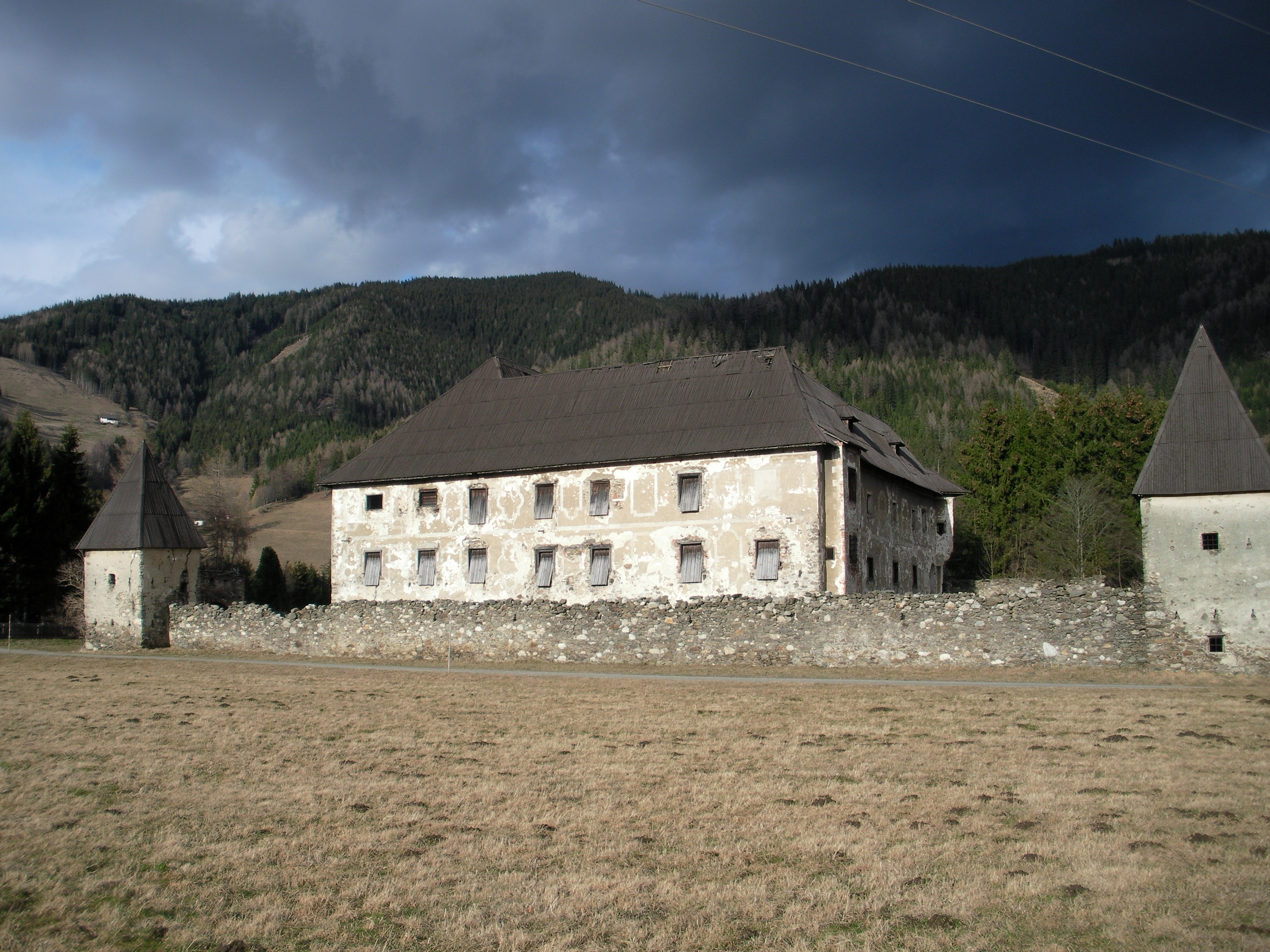
Schloss Hanfelden
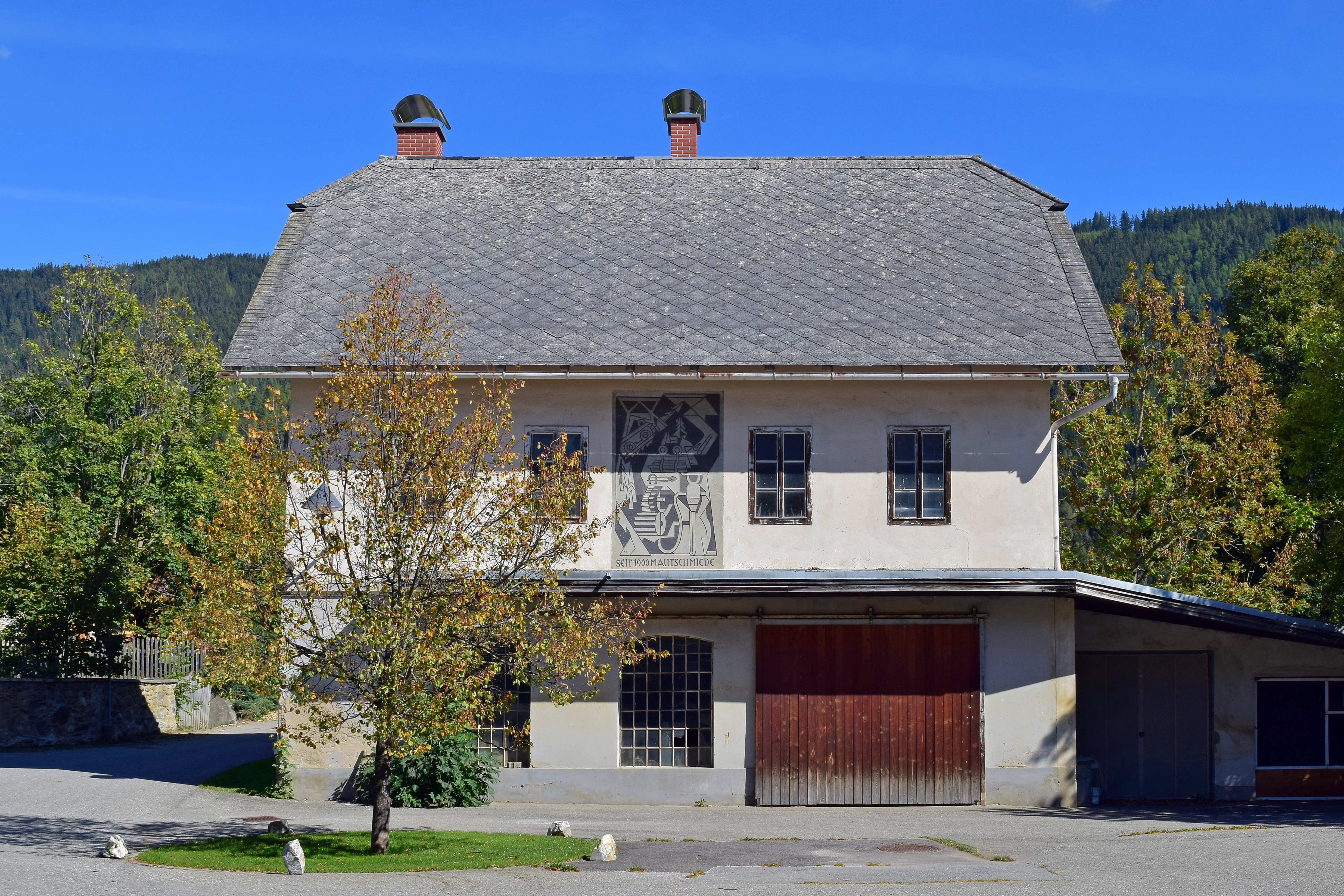
Mautschmiede
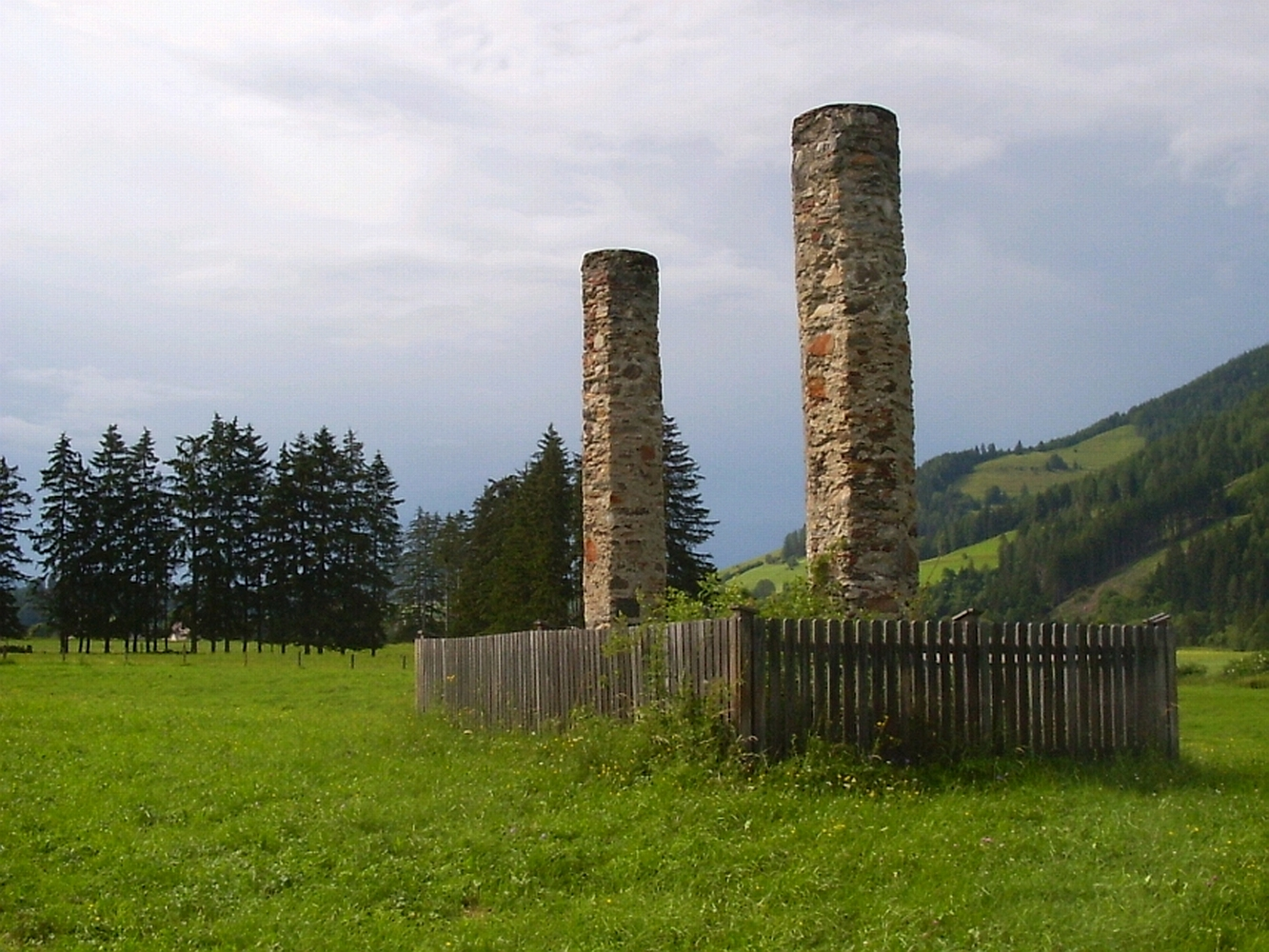
Galgen des Hochgericht im Birkachwald
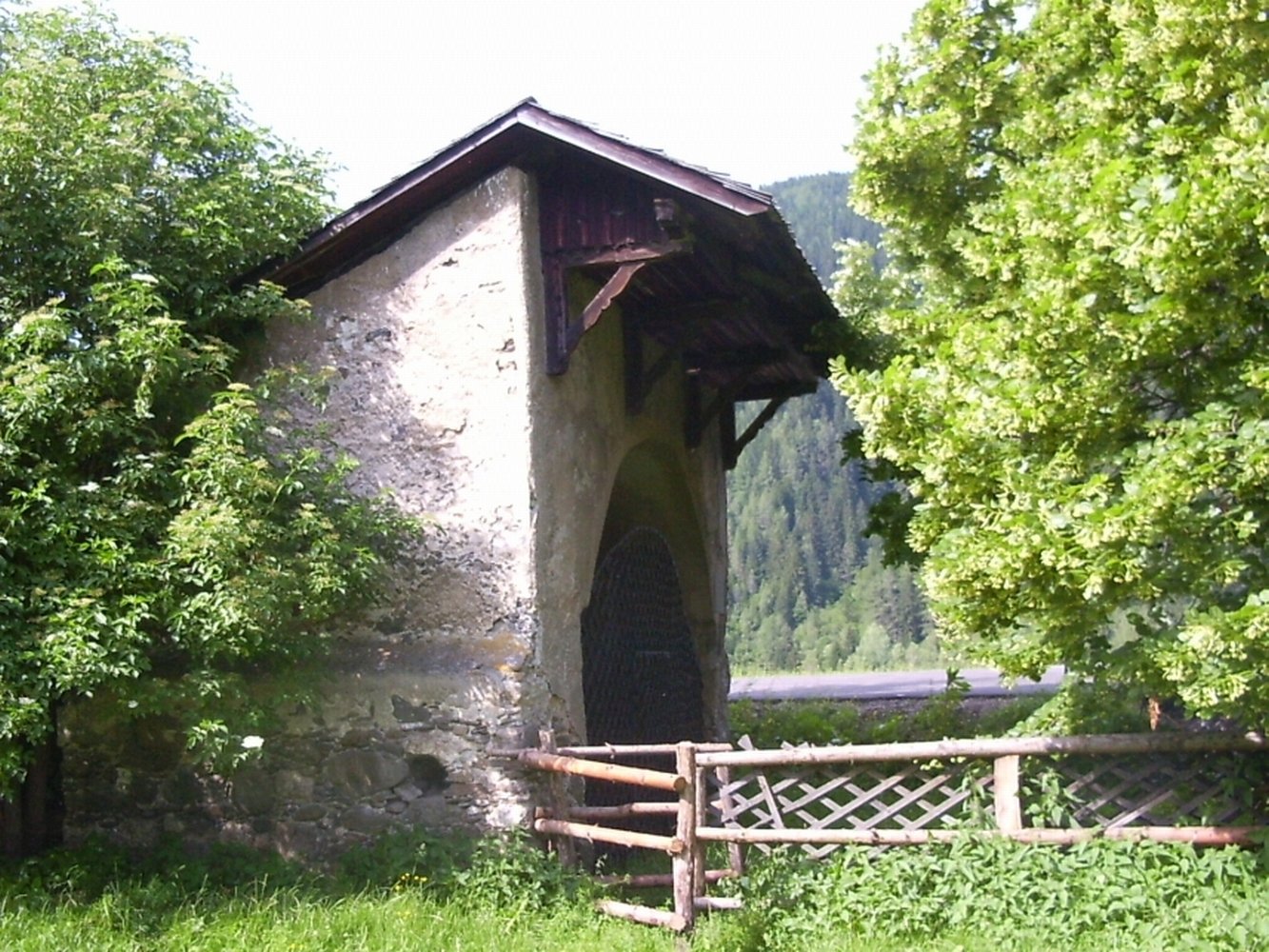
Arme-Sünder-Kapelle
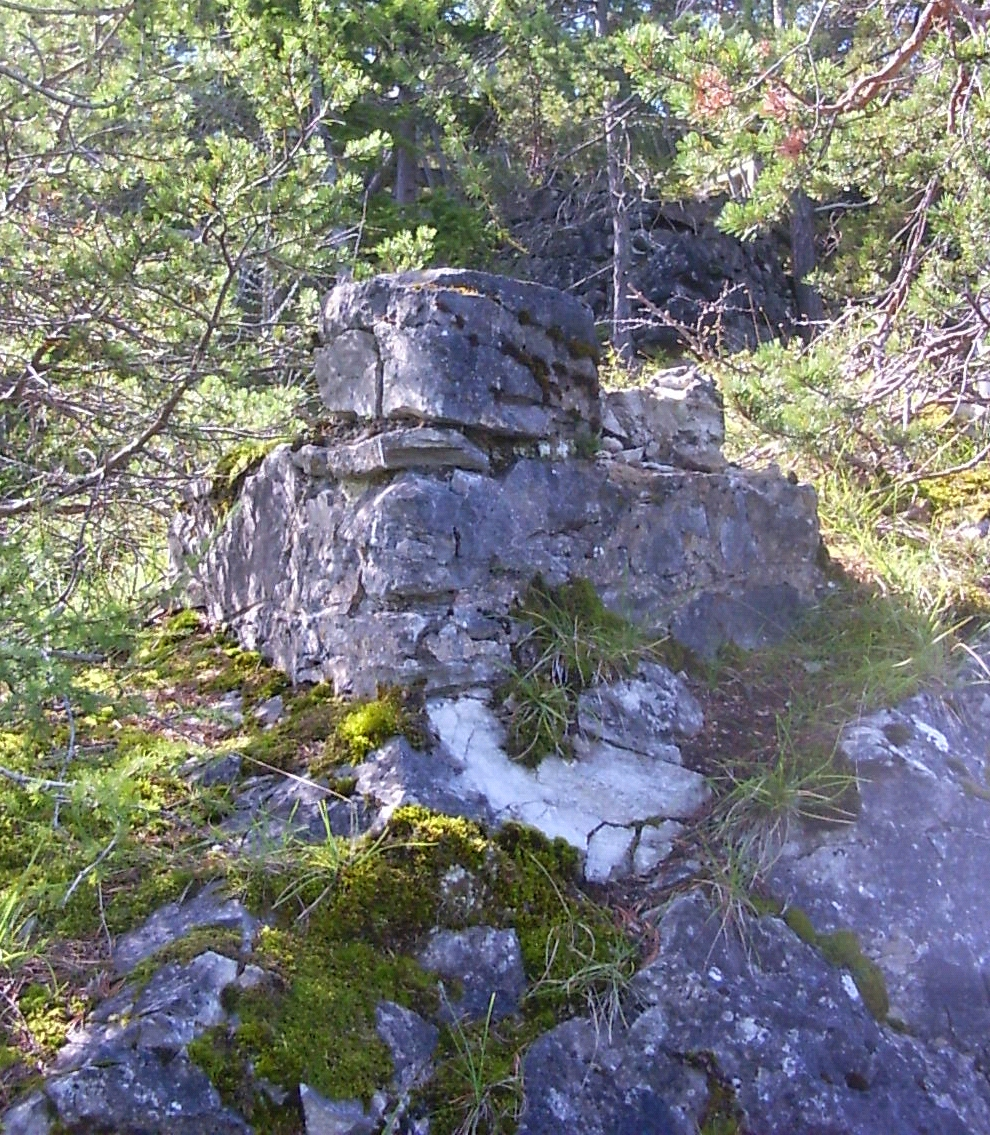
Sockel des alten Obelisk auf der Franz-Josef-Höhe
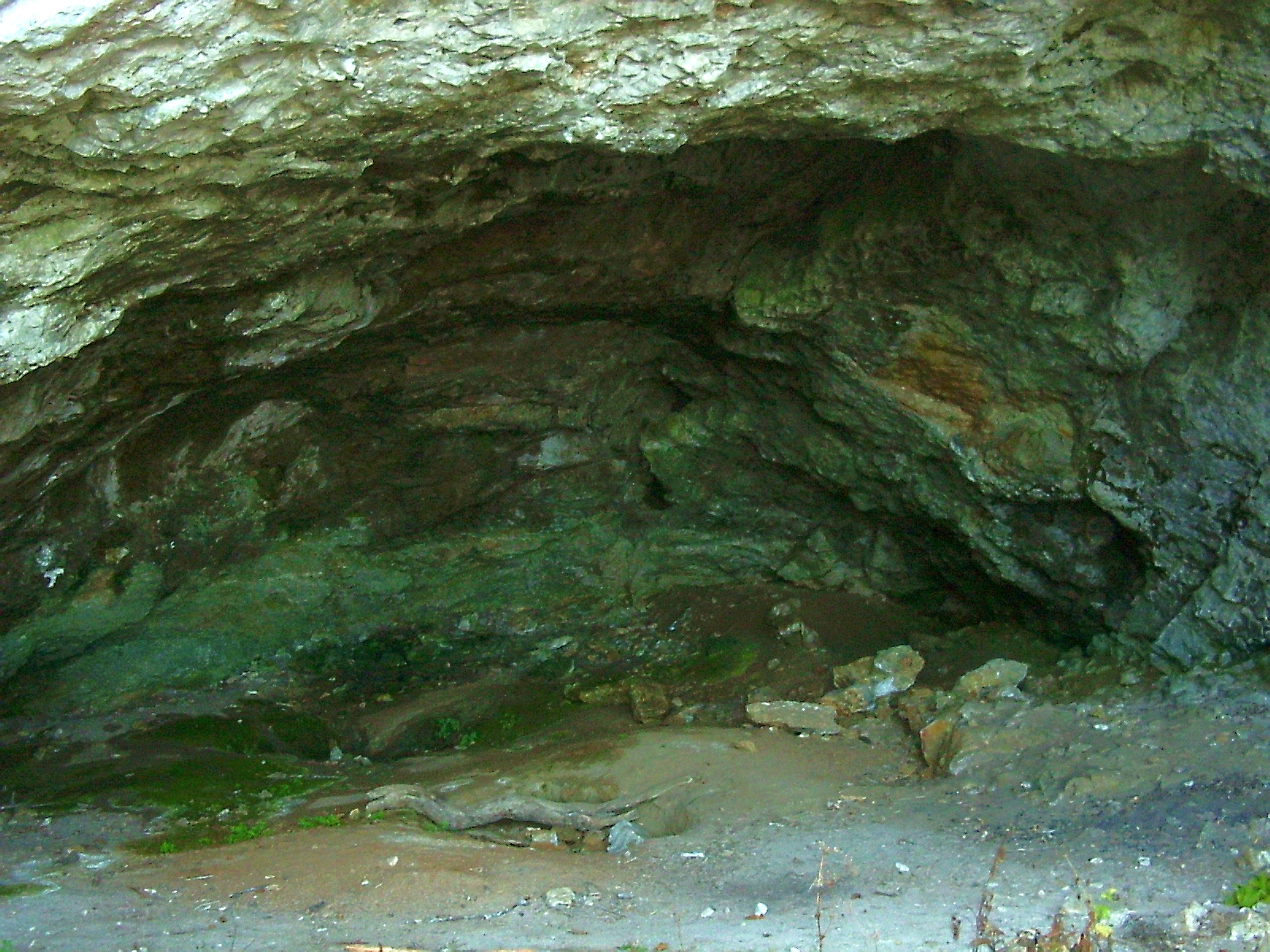
Russenhöhle Franz-Josef-Höhe

## Nachweise
1. ↑  Statistik Austria: Bevölkerung am 1.1.2024 nach Ortschaften (Gebietsstand 1.1.2024), (ODS, 500 KB)
2. ↑  Hubert Preßlinger, Clemens Eibner, Carsten Casselmann: Die Grotte „Franz-Josef-Höhe“ in der Flur Burgstallofen in Unterzeiring, ein Höhlenfundplatz aus dem Paläolithikum – ein Vorbericht. In: Schild von Steier (2013/2014), Band 26, S. 310–315.
3. ↑  Hubert Preßlinger, Clemens Eibner, Harald Harmuth, Christina Atzenhofer: Keramik aus der Franz-Josephs-Grotte in Unterzeiring – die naturwissenschaftliche Bewertung eines bronzezeitlichen Keramikwerkstoffes. In: Da schau her 39 (2018), Heft 3, S. 16–18.
4. ↑  Ulla Steinklauber: Römerzeit (und Spätantike) – von der Zeitenwende bis ins 5. Jahrhundert. In: Bernhard Hebert (Hrsg.): Urgeschichte und Römerzeit in der Steiermark. Band 1 von Geschichte der Steiermark. Hrsg. im Auftrag der Historischen Landeskommission für Steiermark, 2. Auflage, Böhlau Verlag, Wien/Köln/Weimar 2018, ISBN 978-3-205-23253-7, S. 709 f (ganzer Artikel 701–807; eingeschränkte Vorschau in der Google-Buchsuche).
5. ↑  Webseite E-Werk & Kabel-TV Neuper GmbH (ew-neuper.at), abgerufen am 4. August 2019.